# Goalball nos Jogos Paralímpicos de Verão de 2008
O Goalball nos Jogos Paraolímpicos de Verão de 2008 foi realizado no Instituto de Tecnologia de Pequim, entre 7 de setembro e 14 de setembro. A modalidade contou com a participação tanto masculina e feminina, e certamente foi uma das modalidades de destaque da competição.
Na frente de uma multidão de até 6000 pessoas, o esporte do goalball aproveitou para mostrar ao mundo tudo porque ele é o mais empolgante esporte em equipes para cegos de todo o planeta. Ambos os jogos da final foram dramáticos.
No jogo valendo o ouro da competição feminina, a liderança mudou de mãos por incrivelmente cinco vezes, tendo terminado com a vitória dos Estados Unidos sobre a China por 6-5. O gol da vitória foi marcado por Asya Miller, faltando pouco menos de um minuto para o término da partida.
A disputa pela medalha de ouro masculina foi ainda mais dramática. A Lituânia, atual campeã da modalidade, estava vencendo o jogo contra a China por 8-6, faltando 50 segundos para o término. No entanto, os chineses buscaram o placar e iniciaram uma reação impressionante e viraram o jogo para 9-8 em 30 segundos, causando uma reação positiva do público local.

## Medalhistas
| Evento   | Ouro                                                                                                   | Prata | Bronze                                                                                                  |
| -------- | --- | --- | --- |
| Homens   | China (CHN) Bao Daolei Cai Changgui Chen Liangliang Du Jinran Yang Chunhong Yao Yongquan               | Lituânia (LTU) Arvydas Juchna Saulius Leonavicius Nerijus Montvydas Genrik Pavliukianec Zydrunas Simkus Marius Zibolis | Suécia (SWE) Mikael Akerberg Jimmy Bjorkstrand Stefan Gahne Niklas Hultqvist Oskar Kuus Fatmir Seremeti |
| Mulheres | Estados Unidos (USA) Jen Armbruster Lisa Banta Jackie Barnes Jessie Lorenz Asya Miller Robin Theryoung | China (CHN) Chen Fengqing Fan Feifei Lin Shan Wang Ruixue Wang Shasha Xu Juan                                          | Dinamarca (DEN) Karina Joergensen Maria Larsen Mette Nissen Kamilla Ryding Ninna Thomsen Lykke Vedsted  |

## Qualificação
No total, participaram da competição 12 equipes masculinas e 8 equipes femininas, previamente classificadas.

### Homens
- Qualificados pelo IBSA World Goalball Championship de 2006
  -  Lituânia
  -  Suécia
  -  Estados Unidos
  -  Eslovênia
  -  Canadá
  -  Dinamarca

- Qualificados pelos eventos de goalball do 2007 IBSA World Games
  -  Espanha
  -  Brasil
  -  Irão
  -  Finlândia
  -  Bélgica

- Qualificada como anfitriã
  -  China

### Mulheres
- Qualificados pelo IBSA World Goalball Championship de 2006
  -  Estados Unidos
  -  Canadá
  -  Dinamarca

- Qualificados pelo IBSA World Games de 2007
  -  Brasil
  -  Alemanha
  -  Japão
  -  Suécia

- Qualificada como anfitriã
  -  China